# Can Sagrera (Sant Just Desvern)
Can Sagrera és una antiga masia al passeig del mateix nom de Sant Just Desvern (Baix Llobregat), catalogada com a bé cultural d'interès local.

## Història
La masia, que també era coneguda com a Mas Sacalm, Mas Palau, Heretat de n'Olivers del Pla i Heretat d'en Massana, fou construïda l'any 1709 i reformada al llarg del temps nombroses vegades. Segons el Cadastre de 1716, el seu propietari podria ser Jacint de Sagrera i Massana, oïdor i diputat militar.
L'any 1913 va ser reformada per l'arquitecte Marcel·lià Coquillat i Llofriu. Als anys 1970 es va construir el Passeig de Can Sagrera i moltes de les cases a prop als terrenys de l'antiga masia. Durant aquestes obres es van trobar sitges romans del segle i aC o dC. La reforma més recent es va dur a terme l'any 1982.

## Arquitectura
És una masia d'estructura clàssica amb planta baixa, planta pis i golfes. Al centre de la planta baixa es troba un portal adovellat, al primer pis tres balcons i a les golfes tres finestres. En la reforma del 1913 la façana va mantenir la seva estructura de tres tramades, però la simetria es va trencar a la planta baixa, on Coquillat i Llofriu va afegir un annex al costat dret i on la finestra a mà esquerra no s'alinea amb l'eix que formen les altres plantes. Important són els esgrafiats en la plana de la primera planta i les golfes, que representen ornaments, columnes i figures. La part central de la façana hi ha un capcer en forma d'arc mixtilini amb la inscripció «1913». El perfil superior de la façana es pot adscriure a la tendència modernista d'origen barroc iniciada per Puig i Cadafalch.
Antigament l'edifici estava coronat amb cinc boles de pedra i volutes que ja no es conserven avui dia.